# Chasmofyty

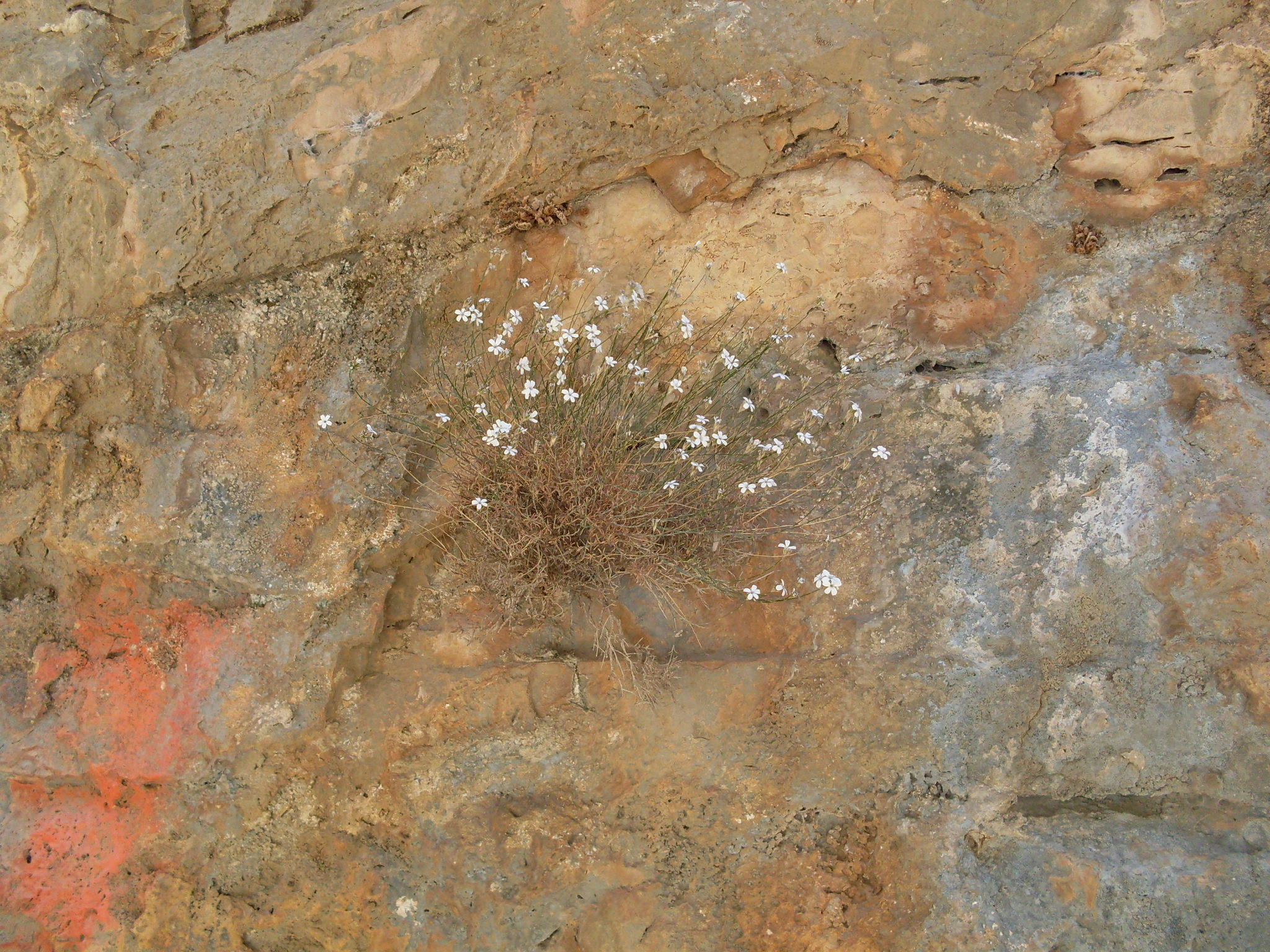
Chasmofyt z čeledi hvozdíkovité

Chasmofyty jsou petrofyty rostoucí ve štěrbinách skal, vyplněných sypkým materiálem. Jedná se o byliny, keříky i stromy. Chasmofyty tímto způsobem zakořenění napomáhají zvětrávání hornin.
Chasmofilní společenstva lze pozorovat na vápencích, kde roste např. lomikámen latnatý, chudina vždyzelená, prvosenka medvědí ouško aj. Druhově odlišná společenstva skalních štěrbin se nacházejí na silikátovém podkladě. Na něm roste např. zvonek okrouhlolistý, vrbovka chlumní, sleziník severní aj.